# Steve Berger
Steve Berger (16 maart 1987) is een Belgische doelman die onder contract stond bij de Jupiler-League club MVV.
Berger speelde vanaf de zomer van 2009 bij MVV, dat hem huurde van Standard Luik. Hiervoor speelde hij voor Excelsior Veldwezelt (6 wedstrijden) en RRC Hamoir (49 wedstrijden). Zijn huurcontract liep af in 2010 en werd niet verlengd.